# Basílica de los Mártires de Uganda (Namugongo)
La Basílica de los Mártires de Uganda (en inglés: Basilica of the Uganda Martyrs) es una basílica menor católica dedicada a los Mártires de Uganda que se encuentra en Namugongo, en el país africano de Uganda. La basílica está bajo la circunscripción de la Arquidiócesis de Kampala. El templo fue declarado como Basílica menor el 28 de abril de 1993.

## Historia
La iglesia fue fundada en 1965 como tumba de los Santos Mártires de Uganda ejecutados en 1886 por orden del rey de Buganda Mwanga II. La construcción de la iglesia diseñada por el arquitecto Justus Dahinden Zúrich se completó en 1968. El Santuario está construido cerca del lugar donde San Carlos Lwanga y San Kizito fueron quemados vivos en 1886 por orden de Mwanga II.
Cada año, en el Día de los Mártires, el 3 de junio en el Santuario se celebra una misa solemne en memoria de los veintidós mártires de Uganda, con la participación de los católicos, no sólo de Uganda, sino del conjunto del África del Este, así como seguidores del anglicanismo.
En noviembre de 2015, el papa Francisco visitó la Basílica de los Mártires de Uganda.